# 阿布维利文化

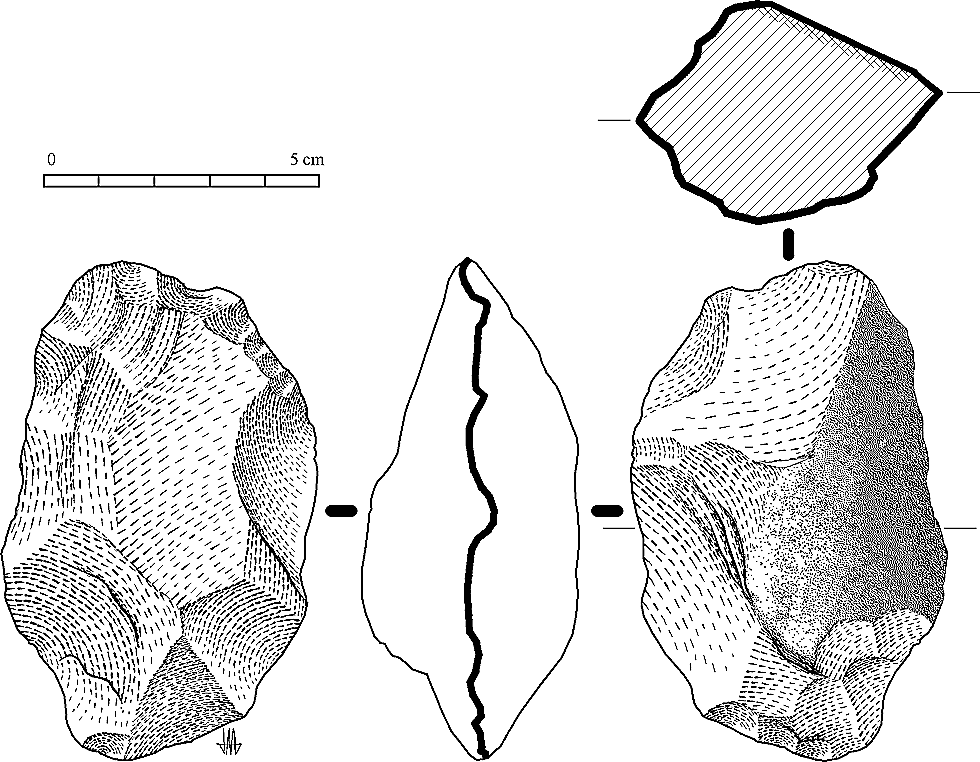
來自西班牙瓦拉多利德附近斗羅河地區的阿布維利雙面石片。它未經處理，且無法與奧都萬區別。在一邊有一小塊較小的剝落斑點，表示它可能是奧都萬和阿舍利之間的分界。兩者都在歐洲發現。

阿布维利文化（Abbevillian，從前稱作 Chellean）是用於描述在歐洲發現的最古老石器工業之術語，是欧洲较重要的旧石器時期文化之一，可追溯到大約60萬至40萬年前。遗物主要发现于法国索姆河畔阿布维尔，现在被很多人认为是奧都萬文化的一部分。属手斧文化系统。阿布維利工具的使用者是歐洲最早的古人類，他們被歸類為晚期直立人，或被歸類為海德堡人。

## 歷史
「Abbevillian」這一稱號流行於1959年之前，在此之後，李奇家族在奧杜瓦伊峽谷發現了更古老的（但又相似的）文物，並宣傳人類的非洲起源論，因此奧都萬很快就取代了Abbevillian，用以描述非洲和亞洲的古石器。Abbevillian一詞至今仍在使用，但僅限於歐洲，慢慢不再被科學界使用。
莫爾蒂耶（Mortillet ）曾按時間順序排列來描繪他提出的傳統。在阿布維利時期，舊石器時代早期的類人猿使用的是核心；在阿舍利時期使用的是石片。然而，奧都萬工具表明，片狀物和核心物在最早的舊石器時代的區別不太明顯。因此，也有一股趨勢認為阿布維利是阿舍利的早期階段。